# 日本後紀
『日本後紀』（にほんこうき）は、平安時代初期に編纂された勅撰史書。『続日本紀』に続く六国史の第三にあたる。承和7年（840年）に完成し、延暦11年（792年）から天長10年（833年）に至る42年間を記す。編者は藤原緒嗣ら。編年体、漢文、全40巻（散逸しており、現存10巻）。

## 編纂
序文によれば、弘仁10年（819年）、嵯峨天皇が、藤原冬嗣、藤原緒嗣、藤原貞嗣、良岑安世に勅して編纂を命じた。未了のまま緒嗣を除く3人が死んだため、後に淳和天皇が詔して清原夏野、直世王、坂上今継、藤原吉野、小野岑守、島田清田に続行を命じた。仁明天皇の代になってさらに詔して藤原緒嗣、源常、藤原吉野、藤原良房、朝野鹿取に遂行を命じた。さらに後、布瑠高庭と山田古嗣を加え、承和7年12月9日（841年1月5日）にようやく完成を報告した。21年間、3代の天皇にわたる編纂事業となり、一貫して従事したのは藤原緒嗣1人のみであった。

## 内容
『続日本紀』の後をうけて、桓武天皇の治世の途中から、平城天皇、嵯峨天皇、淳和天皇の治世を記す。内容には藤原緒嗣の意見がもっとも反映されたといわれる。天皇・廷臣の死亡記事に短い伝記（薨伝）を付けたことは『続日本紀』にならい、後続の史書と同じである。しかし本書の薨伝は一方的・公式的な礼賛や非難に流れず、独特の批評や感想を交えた興味深い記述が多く、六国史の中では批判精神を堅持したものとして異色である。
また六国史の中では前後の史書に比べ和歌を多く収録していたことが知られる。

## 散逸と復原
15世紀初め頃までは40巻揃っていたが、応仁の乱の影響で散逸した。失われた部分が多かったため、発見の待望から近世期には偽書まで作られた。江戸時代中期に塙保己一の門人・稲山行教が10巻分の写本を三条西家で発見（三条西実隆と公条の父子が筆写したもの。異説として柳原紀光の校訂本説もある）し、初めて刊行された。現存分（天理図書館蔵、重要文化財）は巻5・8・12・13（桓武）、14・17（平城）、20・21・22・24（嵯峨）の10巻で、淳和天皇の代はまったく欠けてしまっている。
六国史などの抜粋版である『日本紀略』と、六国史の項目分類である『類聚国史』等に引用文（逸文）があり、『日本後紀』欠落部分の概略を復元することができる。これらの逸文を収集したものに、鴨祐之編『日本逸史』、佐伯有義編『日本後紀逸文』がある。これらを踏まえて、下記の集英社訳注日本史料や講談社学術文庫が出版されている。

## 備考
- 後紀の天皇批判は平城天皇に限られたものであり[4]、後紀に記される4人の天皇の内、史書編纂に関わっていないのはこの平城天皇のみである。これは薬子の変によって、譲位された嵯峨天皇＝平安京の宮廷側との確執が決定的となったためとみられ[5]、この変で敗北した太上（平城）天皇は皇位を子孫に伝えることができなくなり、皇位継承の正当から外れたため、史臣評に当たる崩伝の記述も好意的でなくなったとみられる[6]。
- 後紀の内容には、平安京遷都や坂上田村麻呂の活躍なども記載されていたものとみられる[7]。
- 国内現存資料の中では、「土木」と言う語の初出とされる（詳細は、「建設#歴史と変遷の前史」を参照）。

## 校訂本
- 黒板勝美編（坂本太郎校訂）『新訂増補 国史大系3 日本後紀』、吉川弘文館、初版1934年、普及版1975年ほか
- 黒板伸夫・森田悌編 『日本後紀 訳注日本史料』、集英社、2003年
- 森田悌 『日本後紀 全現代語訳』、講談社学術文庫（上中下）、2006年